# Filmstaden Vällingby
Le Filmstaden Vällingby est un cinéma multiplexe du réseau SF Bio situé à Vällingby, ville de la banlieue de Stockholm, en Suède.
Le cinéma d'origine, conçu par le cabinet d'architecte Backström & Reinius, a ouvert ses portes en 1956 et portait le nom de Fontänen. Le complexe comporte aujourd'hui cinq salles, la salle d'origine étant sa salle de plus grande capacité. 
La salle d'origine est inscrite au titre des Monuments historiques de Suède.